# Eat Me, Drink Me

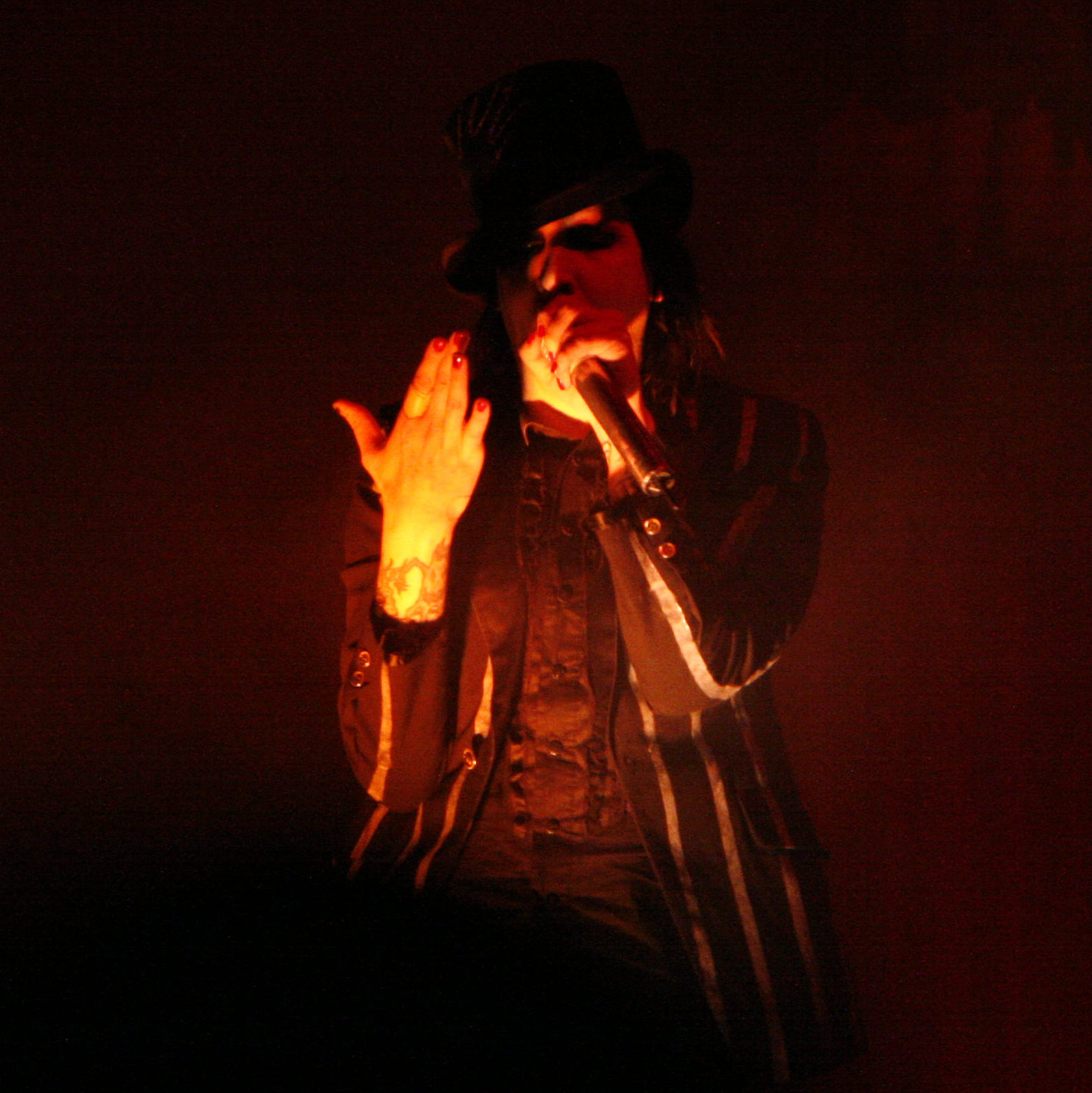
Marilyn Manson em 2007

Eat Me, Drink Me é o sexto álbum de estúdio da banda de rock Marilyn Manson, lançado em 5 de junho de 2007. A sonoridade das músicas nesse álbum ficou mais limpa e mais leve. Apesar da sonoridade menos pesada do álbum, ele traz um clima mais gótico, arrastado e melancólico do que os álbuns anteriores.
| Críticas profissionais                                                      | Críticas profissionais |
| Avaliações da crítica                                                       | Avaliações da crítica  |
| Fonte                                                                       | Avaliação              |
| --------------------------------------------------------------------------- | ---------------------- |
| allmusic                                                                    | [ 1 ]                  |
| Entertainment Weekly                                                        | (B)                    |
| Los Angeles Times                                                           | [ 3 ]                  |
| NME                                                                         | [ 4 ]                  |
| Popmatters                                                                  | [ 5 ]                  |
| Rocklouder                                                                  | [ 6 ]                  |
| Rock Sound                                                                  | [ 7 ]                  |
| Rolling Stone                                                               | [ 8 ]                  |
| Stylus Magazine                                                             | (D-)                   |
| Esta tabela precisa de ser acompanhada por texto em prosa. Consulte o guia. |                        |

## Faixas
- Todas as canções compostas por Marilyn Manson e Tim Skold.

1. "If I Was Your Vampire" – 5:56
2. "Putting Holes in Happiness" – 4:31
3. "The Red Carpet Grave" – 4:05
4. "They Said That Hell's Not Hot" – 4:17
5. "Just a Car Crash Away" – 4:55
6. "Heart-Shaped Glasses (When the Heart Guides the Hand)" – 5:05
7. "Evidence" – 5:19
8. "Are You the Rabbit?" – 4:14
9. "Mutilation Is the Most Sincere Form of Flattery" – 3:52
10. "You and Me and the Devil Makes 3" – 4:24
11. "Eat Me, Drink Me" – 5:40

### Faixas Bónus
1. "Heart-Shaped Glasses (When the Heart Guides the Hand)" (Inhuman Remix) - (International Bonus Track) – 4:07
2. "Heart-Shaped Glasses (When the Heart Guides the Hand)" (Space Cowboy Remix) - (UK / AU Bonus Track) – 5:24
3. "Putting Holes in Happiness" (Acoustic Version) - (Japan Bonus Track) – 4:10

### Edição Japonesa Limitada CD/DVD
Video
1. "Heart-Shaped Glasses (When the Heart Guides the Hand)" (explicit video)
2. "Heart-Shaped Glasses (When the Heart Guides the Hand)" (clean video)
3. "Putting Holes in Happiness" (video)
4. Entrevista Faixa por Faixa

Audio
1. "Putting Holes in Happiness" (Boys Noize Remix)
2. "Putting Holes in Happiness" (Robots to Mars Remix)
3. "Putting Holes in Happiness" (Guitar Hero Remix)
4. "Putting Holes in Happiness" (Ginger Fish Remix)
5. "Heart-Shaped Glasses (When the Heart Guides the Hand)" (Penetrate The Canvas Remix)
6. "Heart-Shaped Glasses (When the Heart Guides the Hand)" (Hamel Remix)
7. "You and Me and the Devil Makes 3" (Adam Freeland Remix)

## Créditos
- Marilyn Manson – vocais, percussão, letras, produtor, fotografia, fotografia polaroid, direção de arte e design
- Tim Skold – guitarras, baixo, teclados, música, engenharia, programação, produtor
- Sean Beavan – mixagem
- Perou – fotografia
- Nela Koenig – fotografia
- Anthony Silva – fotografia
- Evan Rachel Wood – fotografia polaroid
- Liam Wood – direção de arte e design